# クレメント・キャンベル
クレメント・キャンベル（Clement Campbell、1975年2月19日-）はジャマイカの男子陸上競技選手。専門は短距離走。
2003年にサントドミンゴで開催されたパンアメリカン競技大会の200mで4位に入賞している。大阪市での2007年世界陸上競技選手権大会では準決勝で敗退した。